# Bourcard de Fenis
Bourcard de Fenis (Burchardus von Fenis), né à Fenis vers 1040 et mort à Bâle le 12 avril 1107, est un ecclésiastique bâlois.

## Histoire
Fils d'Ulrich Ier de Neuchâtel et frère de Conon de Fenis, Bourcard ou Burckard/Burchard est tout d'abord chanoine à Eichstätt, puis camérier de l'archevêque Sigefroi Ier de Mayence, et enfin évêque de Bâle du 10 avril 1072 à 1107 sous le nom de Bourcard de Fenis ou d'Asuel. 
En 1083, il fonde le premier monastère de Bâle, Saint-Alban, et vers 1100 il bâtit le château de Cerlier, ou Erlach, tout proche (qui plus tard reviendra à la branche des Neuchâtel-Nidau). Fidèle et loyal envers l'empereur germanique Henri IV, il participe au concile de Worms de janvier 1076 qui déclare déchu le pape Grégoire VII et soutient son monarque pendant la querelle des Investitures allant même jusqu'à l'accompagner à Canossa le 25 janvier 1077. 
Le 31 mars 1084, il assiste à son couronnement,. En remerciement de ses services, Henri IV lui confirme la possession des mines d'argent du Brisgau en 1073 et lui remet le comté de Härkingen en 1080, le château de Ribeaupierre en Alsace en 1084 (probablement château de Saint-Ulrich nommé aussi château de Grand-Ribeaupierre) et l'abbaye de Pfäfers (canton de Saint-Gall) en 1095.